# الزاوية الغريسية الشنتوفية
الزاوية الغريسية الشنتوفية زاوية صوفية جزائرية تأسست عام 1887م بمدينة معسكر

## تاريخ

### التأسيس
أسس الشيخ بن عبد الله بن عبد القادر رحمه الله سنة 1305ه/ 1887م بحي بابا علي العتيق بمدينة معسكر، الزاوية الغريسية البوشنتوفية السحنونية الدرقاوية الشاذلية.

### التسمية
وسُميت غريسية نسبة لموطن غريس أما بوشنتوفية نسبة للقطب الرباني سيدي علي أبو شنتوف جد سيدي بن عبد الله شنتوف وسحنونية نسبة للعلامة الفقيه سيدي سحنون والد سيدي علي أبو شنتوف، درقاوية نسبة للعربي الدرقاوي، وشاذلية نسبة إلى أبي الحسن الشاذلي .

### أقوال في الزاوية
وتُعرف لدى العامة باسم مؤسسها، أي “زاوية سيدي بن عبد الله”. أما أصل الطريقة وغايتها فهي قائمة على الكتاب والسنة، يقول الشيخ المحقق أحمد بن الصديق الغماري عن الطريقة الدرقاوية:
| الزاوية الغريسية الشنتوفية | هي لُبُّ الطُرُق الاتصالية الجامعة بين الجيلانية والشاذلية، المؤسسة على الكتاب والسنة والمخصصة بالنفحات الربانية | الزاوية الغريسية الشنتوفية |

كما يؤكد على هذه المرجعيةالشيخ بن عبد الله شنتوف في ديوانه الحلل الفردوسية في نظم قطب الغريسية
| الزاوية الغريسية الشنتوفية | أَقْدامٌ زَلَّت بدون شريعة * وَزاغوا عن الإجماعِ والنُّورِ والصَّفا فالكتابُ حِصنُنا والسُنَّةُ جُندُنَا * لا يَعْتَرينَا بالفَضلِ زيغُ أولي الجَفا,ويقول في موضع آخر عن منهج الصوفية والطريقة الشاذلية فالسُنَّةُ جمعُنَا وَالبدعة فرقُنَا * فَما يُنكِرُ منّا إلَّا محجوب الجَفا ويقول أيضا: فإني لحزب الصوفية حافظ * كحصن محيط بالأسرار وبالوجد إسنادهم ينتهي لباطن المصطفى * فذاته للإسناد أجمع مورد. | الزاوية الغريسية الشنتوفية |

## شيوخها
1. الشيخ بن عبد الله بن عبد القادر
2. الشيخ عبد القادر بن عبد الله شنتوف
3. الشيخ العربي بن عبد الله شنتوف
4. الشيخ عدة شنتوف
5. الشيخ مختار شنتوف
6. الشيخ بوشنتوف شنتوف

## أبرز الطلبة المتخرجين منها
- عبد القادر شنتوف،
- الشيخ العارف بالله العربي شنتوف،
- الشيخ عبد القادر بن الحاج أحمد المعسكري دفين غليزان،
- العارف بالله الحاج احمد بن المولود،
- الشيخ العلامة محمد بن الجيلاني الحسني العمراني،
- الشيخ الحاج البشير بن حوا الخلفاوي.

## وصلات خارجية
- حولوها إلى قلعة للعلم والتصوف …هؤلاء هم مشيخة الزاوية الغريسية .
- الزاوية الغريسية الشنتوفية أهم قلاع العلم والتصوف بمعسكر .